# George Bernard Flahiff
George Bernard Flahiff (Paris, 26 ottobre 1905 – Toronto, 22 agosto 1989) è stato un cardinale e arcivescovo cattolico canadese.

## Biografia
Quarto di nove figli, nacque a Paris (Ontario) il 26 ottobre 1905 da John Flahiff, un oste, ed Eleanor Rose Marie Fleming.
Il 17 agosto 1930 ricevette l'ordinazione sacerdotale nella cattedrale di San Michele, a Toronto, dall'arcivescovo di Toronto Neil McNeil. Compì ulteriori studi tra il 1930 e il 1935. Nel 1935 divenne professore di storia medievale al Pontificio Istituto di Studi Medievali a Toronto. Dal 1959 al 1961 fu presidente della Conferenza Religiosa Canadese.
Nominato arcivescovo di Winnipeg il 10 marzo 1961, ricevette la consacrazione episcopale il 31 maggio dello stesso anno. Nel 1961 venne nominato segretario della Conferenza dei Vescovi Cattolici del Canada, nel 1962 vicepresidente e sempre nel 1962 ne divenne presidente. Tra il 1962 e il 1965 partecipò al Concilio Vaticano II. Dal 29 settembre al 29 ottobre 1967 partecipò alla prima assemblea ordinaria del Sinodo dei Vescovi.
Papa Paolo VI lo elevò al rango di cardinale nel concistoro del 28 aprile 1969 con il titolo di Santa Maria della Salute a Primavalle. Partecipò al conclave dell'agosto 1978 che elesse Giovanni Paolo I e al secondo conclave dell'ottobre 1978 che elesse Giovanni Paolo II. Nel settembre 1980, a causa di una grave caduta dalle scale dopo un incontro ad Ottawa, rimase paralizzato. Di salute sempre più fragile, il 31 marzo 1982 si dimise dalla carica di arcivescovo di Winnipeg. Il 26 ottobre 1985, a seguito del compimento degli ottant'anni di età, perse il diritto di partecipare al conclave.
Morì il 22 agosto 1989 a Toronto, all'età di 83 anni, per un'insufficienza respiratoria. Furono celebrati due funerali: il primo, officiato dal cardinale Gerald Emmett Carter, si tenne il 28 agosto a Toronto, il secondo il 30 agosto a Winnipeg.

## Genealogia episcopale e successione apostolica
La genealogia episcopale è:
- Cardinale Scipione Rebiba
- Cardinale Giulio Antonio Santori
- Cardinale Girolamo Bernerio, O.P.
- Arcivescovo Galeazzo Sanvitale
- Cardinale Ludovico Ludovisi
- Cardinale Luigi Caetani
- Cardinale Ulderico Carpegna
- Cardinale Paluzzo Paluzzi Altieri degli Albertoni
- Papa Benedetto XIII
- Papa Benedetto XIV
- Papa Clemente XIII
- Cardinale Bernardino Giraud
- Cardinale Alessandro Mattei
- Cardinale Pietro Francesco Galleffi
- Cardinale Giacomo Filippo Fransoni
- Cardinale Carlo Sacconi
- Cardinale Edward Henry Howard
- Cardinale Casimiro Gennari
- Arcivescovo Peregrin-François Stagni
- Arcivescovo Henry Joseph O'Leary
- Cardinale James Charles McGuigan
- Cardinale George Bernard Flahiff, C.S.B.

La successione apostolica è:
- Vescovo Omer Alfred Robidoux, O.M.I. (1970)
- Arcivescovo Charles Aimé Halpin (1973)